# Budimpeštanska ofenziva
Budimpeštanska Operacija je opći napad sovjetskih snaga na Njemačku i njezine saveznike u Mađarskoj. Operacija je trajala od 29. listopada 1944. do 13. siječnja 1945. godine.

## Operacija
Od listopada 1944. 2., 3. i 4. ukrajinski front Crvene armije napreduje prema Mađarskoj. Nakon izoliranja mađarskog glavnog grada Budimpešte sovjetske snage su opkolili i napali Budimpeštu. 13. veljače 1945. grad je pao. Iako je ova operacija uništila većinu njemačkih snaga u regiji, dosta vojnika je pobjeglo prema zapadu i u ožujku Treći Reich je pokrenuo operaciju na području Balatona. Cilj operacije je bio zaštiti jedan od posljednjih proizvođača nafte u regiji i vratiti oduzetu Budimpeštu. Taj cilj nije bio postignut.
U tom razdoblju u blizini ove operacije Titovi partizani i Sovjeti su oslobodili Beograd. 
Prema sovjetskim informacijama Nijemci su u ovoj operaciji imali 49.000 mrtvih vojnika, 110.000 zarobljenih vojnika i 269 tenkova.